# Librújula

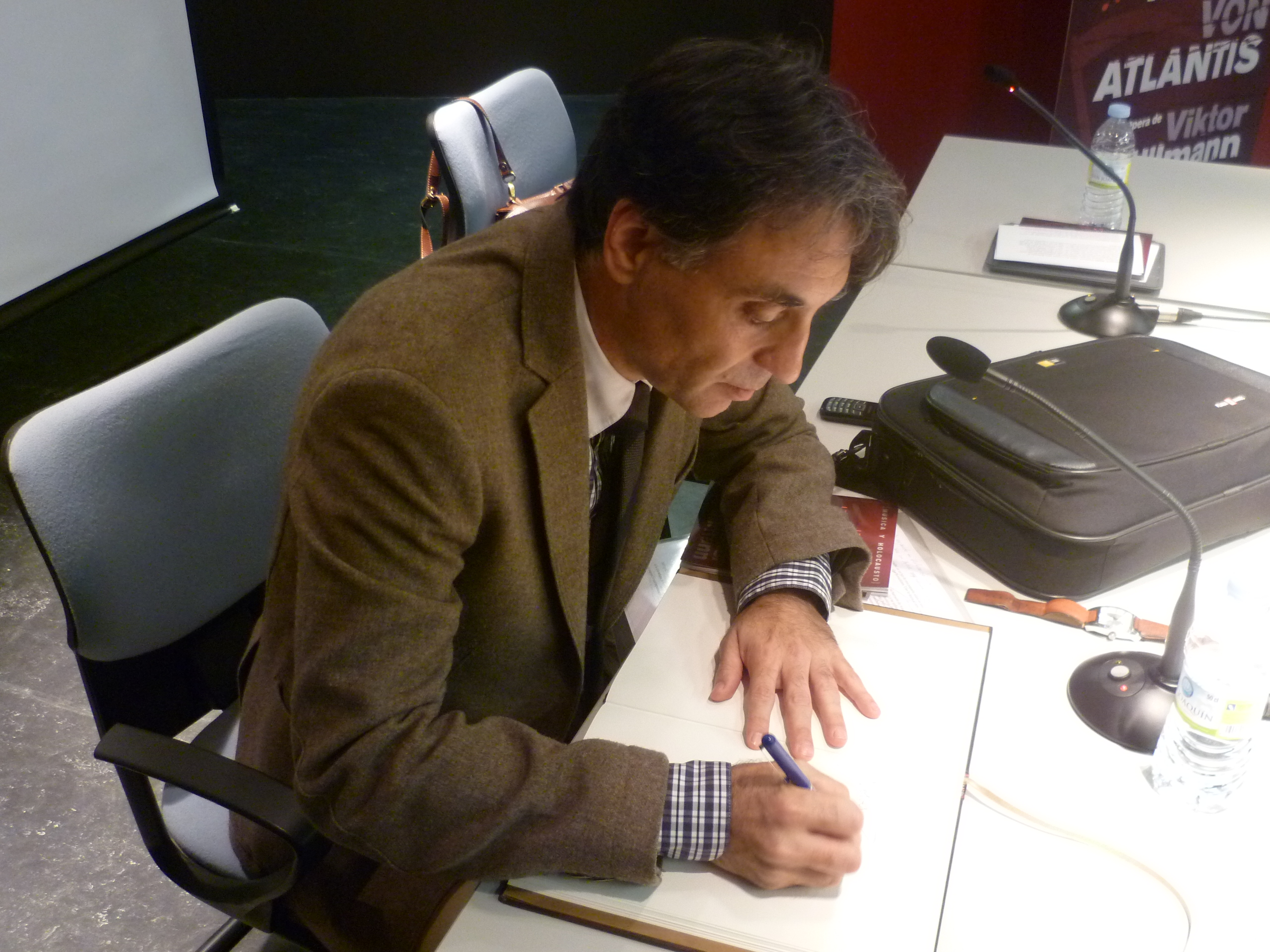
Antonio G. Iturbe en 2013. Iturbe fundó Librújula en 2015.

Librújula es una revista española especializada en crítica, entrevistas y reportajes literarios. Se fundó en 2015 y en 2023 recibió el Premio Nacional de Fomento de la Lectura. Tiene una edición bimestral en papel y también contenidos digitales.
Librújula nació por iniciativa del escritor y periodista Antonio G. Iturbe, quien reunió a un grupo de colaboradores de la revista Qué Leer (que él también había dirigido, hasta que dejó su cargo por su descontento con la gestión económica de MC Ediciones) para publicar una nueva revista literaria. Así, se incorporaron como cofundadores el antiguo subdirector de Qué Leer, Milo Krmpotić, y el fotógrafo Asís G. Ayerbe (director de arte de la nueva revista), a los que se unió Susana Picos, a cargo de la logística y las suscripciones.
La presentación del primer número se organizó en Barcelona en mayo de 2015. Los escritores Rosa Montero y Javier Marías apadrinaron el proyecto e intervinieron en un coloquio público con Antonio G. Iturbe.
Entre los primeros redactores de la revista figuraron firmas como Antonio Lozano, Begoña Piña, Paco Luis del Pino, Enrique Villagrasa, Isabel Llauger, Manu González. Posteriormente se incorporaron Hallina Beltrao, José Luis Espina, José Manuel Gutiérrez, Roser Herrera, Javier Pintor, Antonio Torrubia, Antón Castro, Bernardo Gutiérrez, Anna Maria Iglesia o Javier Aparicio, entre otros muchos.
En la parte gráfica, el dibujante Alfonso Zapico ha sido uno de sus colaboradores más importantes y frecuentes y a él se deben muchas de las portadas.
En 2023, cuando la revista llegaba a su publicación n.º 50, recibió el Premio Nacional de Fomento de la Lectura, junto al colegio público CEIP Andalucía de Sevilla.